# New York Open 2019
New York Open 2019 byl tenisový turnaj pořádaný jako součást mužského okruhu ATP Tour, který se odehrával na tvrdém povrchu arény Nassau Veterans Memorial Coliseum. Konal se mezi 11. až 17. února 2019 v americkém městě Uniondale, ležícím ve státě New York, jako druhý ročník turnaje.
Turnaj s rozpočtem 777 385 dolarů patřil do kategorie ATP Tour 250. Nejvýše nasazeným hráčem ve dvouhře se stal devátý hráč světa John Isner ze Spojených států, jenž dohrál v semifinále. Jako poslední přímý účastník do hlavní singlové soutěže nastoupil 127. hráč žebříčku Jihoafričan Lloyd Harris.
První singlový titul na okruhu ATP Tour vybojoval 21letý Američan Reilly Opelka. V newyorském semifinále zahrál 43 es a jeho poražený soupeř Isner 38 takových servisů. V součtu 81 es znamenalo nový rekord na okruhu ATP Tour v rámci utkání na dva vítězné sety. Premiérové trofeje na túře ATP si odvezli vítězové čtyřhry Kevin Krawietz a Andreas Mies z Německa.

## Rozdělení bodů a finančních odměn

### Rozdělení bodů
| Soutěž  | vítězové | finalisté | semifinalisté | čtvrtfinalisté | 16 v kole | 32 v kole | Q  | Q2 | Q1 |
| ------- | -------- | --------- | ------------- | -------------- | --------- | --------- | -- | -- | -- |
| dvouhra | 250      | 150       | 90            | 45             | 20        | 0         | 12 | 6  | 0  |
| čtyřhra | 250      | 150       | 90            | 45             | 0         | —         | —  | —  | —  |

### Finanční odměny
| Soutěž                              | vítězové | finalisté | semifinalisté | čtvrtfinalisté | 16 v kole | 32 v kole | Q2     | Q1     |
| ----------------------------------- | -------- | --------- | ------------- | -------------- | --------- | --------- | ------ | ------ |
| dvouhra                             | $119 800 | $64 780   | $35 780       | $20 330        | $11 690   | $7 000    | $3 390 | $1 695 |
| čtyřhra                             | $$39 300 | $20 140   | $10 320       | $6 240         | $3 660    | —         | —      | —      |
| částka ve čtyřhře je uvedena na pár |          |           |               |                |           |           |        |        |

## Mužská dvouhra

### Nasazení
| Stát                          | Hráč             | ATP | Nasazení |
| ----------------------------- | ---------------- | --- | -------- |
| USA                           | John Isner       | 9.  | 1.       |
| USA                           | Frances Tiafoe   | 30. | 2.       |
| USA                           | Steve Johnson    | 34. | 3.       |
| Austrálie                     | John Millman     | 36. | 4.       |
| Francie                       | Adrian Mannarino | 46. | 5.       |
| USA                           | Sam Querrey      | 48. | 6.       |
| Austrálie                     | Jordan Thompson  | 60. | 7.       |
| USA                           | Tennys Sandgren  | 75. | 8.       |
| Žebříček ATP ke 4. únoru 2019 |                  |     |          |

### Jiné formy účasti
Následující hráči obdrželi divokou kartu do hlavní soutěže:
- Jack Mingjie Lin
- Noah Rubin
- Frances Tiafoe

Následující hráči postoupili z kvalifikace:
- Christopher Eubanks
- Adrián Menéndez Maceiras
- Ramkumar Ramanathan
- Brayden Schnur

Následující hráč postoupil z kvalifikace jako tzv. šťaatný poražený:
- Alexei Popyrin

### Odhlášení
před začátkem turnaje
- Kevin Anderson → nahradil jej  Peter Polansky
- Alex de Minaur → nahradil jej  Lukáš Lacko
- Bradley Klahn → nahradil jej  Alexei Popyrin
- Feliciano López → nahradil jej  Guillermo García-López
- Michael Mmoh → nahradil jej  Paolo Lorenzi

### Skrečování
- Denis Istomin

## Mužská čtyřhra

### Nasazení
| Stát                                                                                   | Hráč             | Stát               | Hráč         | ATP  | Nasazení |
| -------------------------------------------------------------------------------------- | ---------------- | ------------------ | ------------ | ---- | -------- |
| USA                                                                                    | Bob Bryan        | USA                | Mike Bryan   | 17.  | 1.       |
| Spojené království                                                                     | Ken Skupski      | Spojené království | Neal Skupski | 85.  | 2.       |
| Spojené království                                                                     | Luke Bambridge   | Spojené království | Jonny O'Mara | 105. | 3.       |
| Švédsko                                                                                | Robert Lindstedt | Německo            | Tim Pütz     | 123. | 4.       |
| Žebříček ATP ke 4. únoru 2019; číslo je součtem žebříčkového postavení obou členů páru |                  |                    |              |      |          |

### Jiné formy účasti
Následující páry obdržely divokou kartu do hlavní soutěže:
- Brendan Evans /  John Isner
- Lleyton Hewitt /  Alexei Popyrin

Následující páry nastoupily z pozice náhradníka:
- Paolo Lorenzi /  Peter Polansky
- Tennys Sandgren /  Jackson Withrow

### Odhlášení
před zahájením turnaje
- Bradley Klahn

## Přehled finále

### Mužská dvouhra
- Reilly Opelka vs.  Brayden Schnur, 6–1, 6–7(7–9), 7–6(9–7)

### Mužská čtyřhra
- Kevin Krawietz /  Andreas Mies vs.  Santiago González /  Ajsám Kúreší, 6–4, 7–5